# Elaeagnus latifolia
Elaeagnus latifolia är en havtornsväxtart som beskrevs av Carl von Linné. Elaeagnus latifolia ingår i släktet silverbuskar, och familjen havtornsväxter. Inga underarter finns listade i Catalogue of Life.

## Bildgalleri

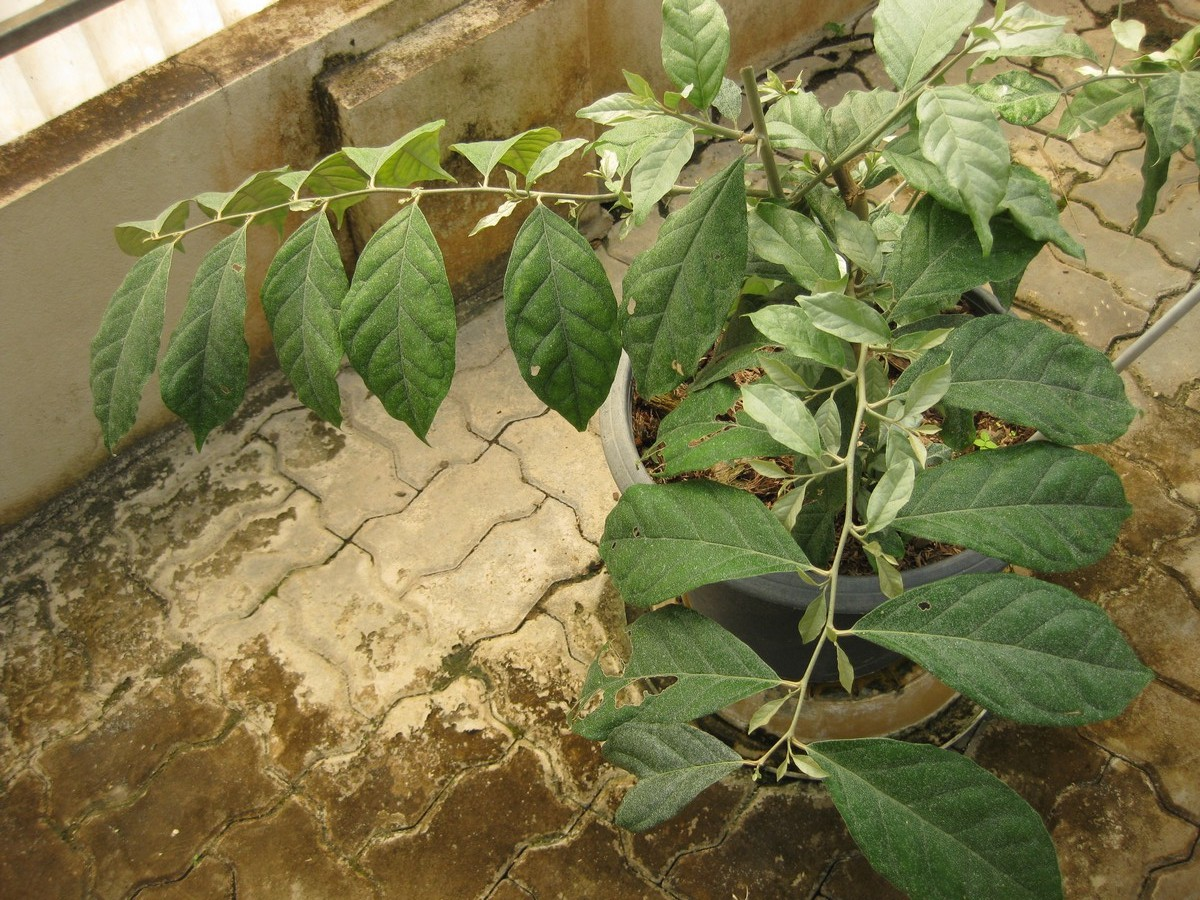
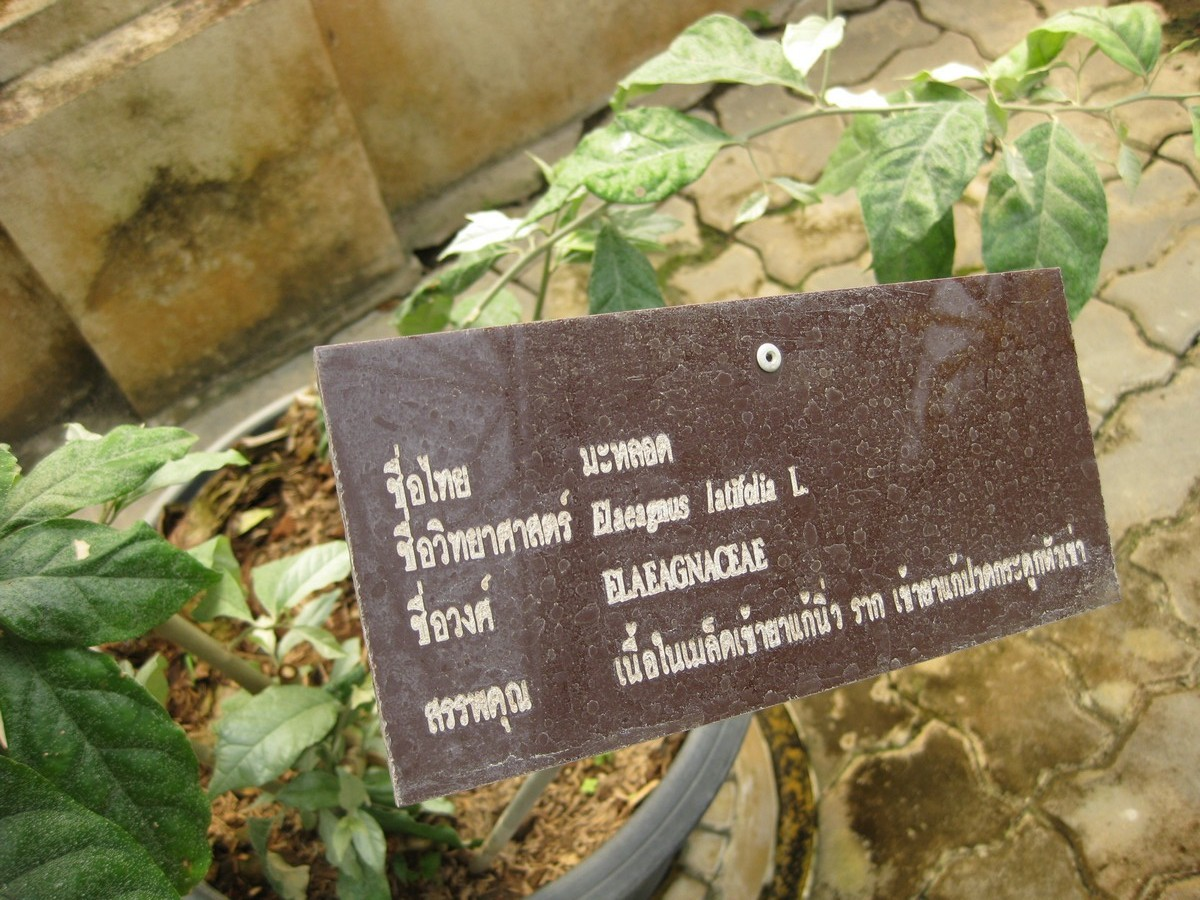
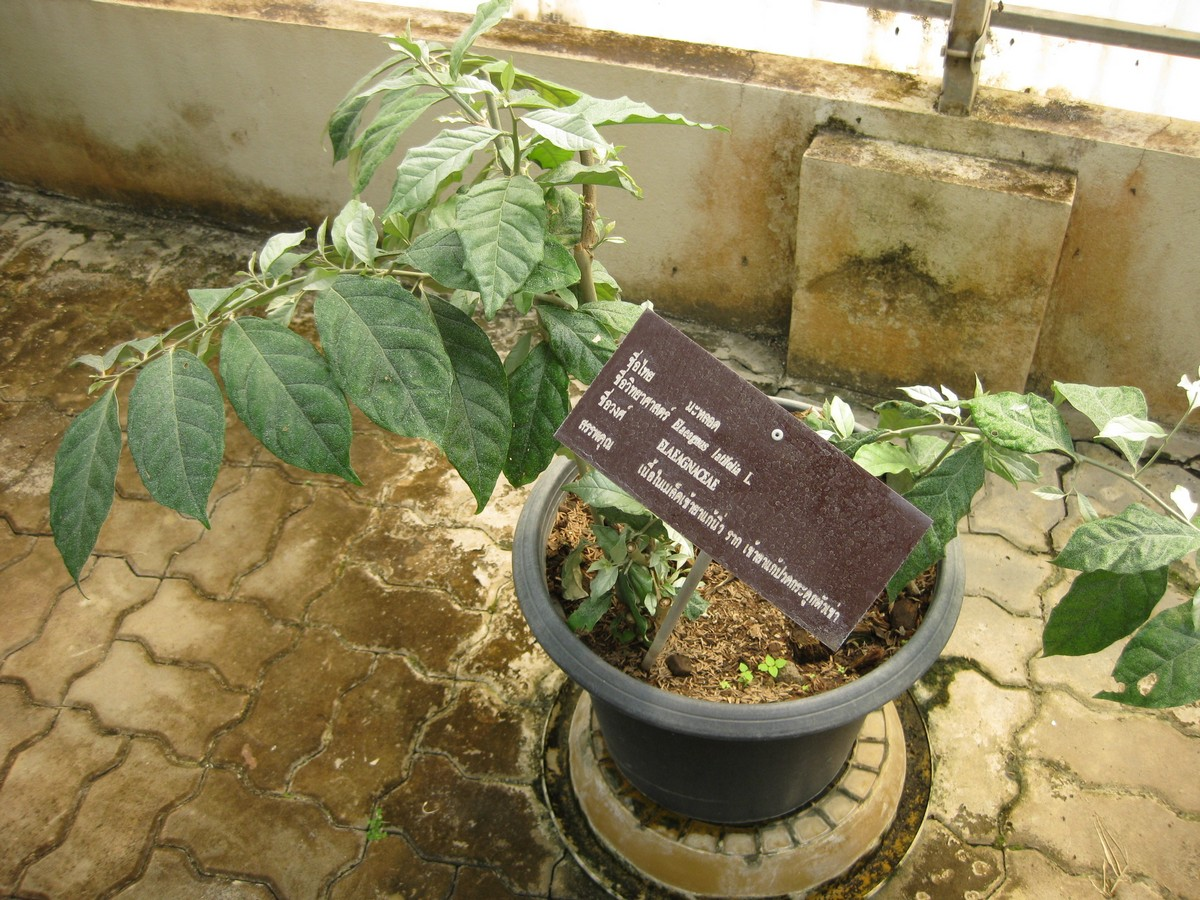